# El Trébol, Sinaloa
El Trébol är en ort i Mexiko.   Den ligger i kommunen Escuinapa och delstaten Sinaloa, i den centrala delen av landet, 800 km nordväst om huvudstaden Mexico City. El Trébol ligger 15 meter över havet och antalet invånare är 372.
Terrängen runt El Trébol är kuperad åt nordost, men åt sydväst är den platt. Runt El Trébol är det ganska glesbefolkat, med 40 invånare per kvadratkilometer. Närmaste större samhälle är Tecualilla, 7,3 km nordväst om El Trébol. Omgivningarna runt El Trébol är en mosaik av jordbruksmark och naturlig växtlighet.